# Nati nel 1937/Gennaio
| Questa pagina contiene informazioni ricavate automaticamente dalle voci biografiche con l'ausilio del template Bio e di un bot. L'aggiornamento è periodico e automatico e ricostruisce completamente la pagina. Se manca una persona in questa lista, sei pregato di non aggiungerla, ma accertati piuttosto che la sua voce biografica contenga il template Bio e che i dati anagrafici siano correttamente compilati. Se il template Bio manca, inseriscilo tu stesso o, in alternativa, metti l'avviso {{tmp\|Bio}} che ne segnala la mancanza. Se i dati riportati sono sbagliati, correggi direttamente la voce biografica; le modifiche saranno visibili in questa lista entro pochi giorni. Per chiarimenti vedi il progetto biografie. La lista contiene solo le 187 persone che sono citate nell'enciclopedia e per le quali è stato implementato correttamente il template Bio. Pagina aggiornata al 18 lug 2025. |

- 1º gennaio - Eros Bacciucchi, artista italiano
- 1º gennaio - Antonio Cassese, giurista italiano († 2011)
- 1º gennaio - Gianni Colombo, artista italiano († 1993)
- 1º gennaio - Rosetta Cutolo, mafiosa italiana († 2023)
- 1º gennaio - Giuseppe Di Giugno, inventore e fisico italiano
- 1º gennaio - Mitsuo Itō, pilota motociclistico giapponese († 2019)
- 1º gennaio - Vlatko Marković, dirigente sportivo, allenatore di calcio e calciatore jugoslavo († 2013)
- 1º gennaio - Bob McNair, imprenditore e dirigente sportivo statunitense († 2018)
- 1º gennaio - Janusz Michałowski, attore polacco
- 1º gennaio - Petros Markarīs, scrittore, drammaturgo e sceneggiatore armeno
- 1º gennaio - Primo Nardello, ciclista su strada italiano († 2023)
- 2 gennaio - Anders Andersson, hockeista su ghiaccio svedese († 1989)
- 2 gennaio - Orazio Cancila, storico italiano
- 2 gennaio - Mariėtta Omarovna Čudakova, scrittrice, critica letteraria e insegnante russa († 2021)
- 2 gennaio - Georg Grünenfelder, sciatore alpino e allenatore di sci alpino svizzero († 2016)
- 2 gennaio - Martin Lauer, ostacolista, multiplista e velocista tedesco († 2019)
- 2 gennaio - Enzo Lunari, fumettista e illustratore italiano
- 2 gennaio - Imerio Massignan, ciclista su strada italiano († 2024)
- 2 gennaio - Bill McGovern, pilota automobilistico britannico
- 2 gennaio - Giuseppe Pisanu, ex politico italiano
- 2 gennaio - Sharon Ritchie, ex modella statunitense
- 3 gennaio - René Aerts, ex cestista e allenatore di pallacanestro belga
- 3 gennaio - Gernot Böhme, filosofo tedesco († 2022)
- 3 gennaio - Rocco D'Amore, calciatore italiano († 2008)
- 3 gennaio - Glen A. Larson, autore televisivo e produttore televisivo statunitense († 2014)
- 3 gennaio - Nadia Lutfi, attrice egiziana († 2020)
- 3 gennaio - Pietro Sgarlata, generale e dirigente sportivo italiano († 2019)
- 3 gennaio - Rudolph Wurlitzer, romanziere e sceneggiatore statunitense
- 3 gennaio - Anatolij Ėjramdžan, regista sovietico († 2014)
- 4 gennaio - Grace Bumbry, mezzosoprano e soprano statunitense († 2023)
- 4 gennaio - Dyan Cannon, attrice statunitense
- 4 gennaio - Jack La Cayenne, ballerino, comico e attore italiano
- 4 gennaio - Fausto Marchetti, politico italiano († 2017)
- 4 gennaio - Mario Vegetti, storico della filosofia e traduttore italiano († 2018)
- 5 gennaio - Gabriel Borra, ciclista su strada belga († 2019)
- 5 gennaio - Antonio Mario Innamorato, politico italiano († 2018)
- 5 gennaio - Irwin Schiff, imprenditore statunitense († 1987)
- 5 gennaio - Benito Venturini, ciclista su strada italiano († 2003)
- 5 gennaio - Alfonso Vitale, compositore, teorico della musica e religioso italiano († 2018)
- 6 gennaio - Luigi Arienti, ciclista su strada e pistard italiano († 2024)
- 6 gennaio - Paolo Conte, cantautore, polistrumentista e pittore italiano
- 6 gennaio - Ludvík Daněk, discobolo cecoslovacco († 1998)
- 6 gennaio - Lenora Fisher, ex nuotatrice canadese
- 6 gennaio - Harri Holkeri, politico finlandese († 2011)
- 6 gennaio - Hans-Dieter Krampe, calciatore tedesco orientale († 2019)
- 6 gennaio - Roberto Ongpin, imprenditore e politico filippino († 2023)
- 6 gennaio - Cuco Valoy, cantante dominicano
- 7 gennaio - Humberto Camero, ex cestista messicano
- 7 gennaio - Zaccaria Cometti, calciatore e allenatore di calcio italiano († 2020)
- 7 gennaio - Diego Lanza, grecista italiano († 2018)
- 7 gennaio - Piero Pierotti, storico dell'arte e urbanista italiano
- 7 gennaio - Carlos Westendorp, politico e diplomatico spagnolo
- 8 gennaio - Shirley Bassey, cantante britannica
- 8 gennaio - Viktor Michajlovič Georgiev, regista sovietico († 2010)
- 8 gennaio - Janice Knowlton, cantante, ballerina e scrittrice statunitense († 2004)
- 8 gennaio - Peter Whitehead, regista britannico († 2019)
- 9 gennaio - Giovanni Carrus, politico italiano († 2002)
- 9 gennaio - Mário Lino, ex calciatore portoghese
- 9 gennaio - Gianfranco Marzolla, ex ginnasta italiano
- 9 gennaio - Gaudenzio Trentini, ex calciatore italiano
- 10 gennaio - James Ax, matematico statunitense († 2006)
- 10 gennaio - Armando Balduino, critico letterario, filologo e politico italiano († 2020)
- 10 gennaio - Gianni Celati, scrittore, traduttore e anglista italiano († 2022)
- 10 gennaio - Secondo Donino, ex calciatore italiano
- 10 gennaio - Esmeralda Mallada, astronoma e docente uruguaiana († 2023)
- 11 gennaio - József Kovács, cestista e allenatore di pallacanestro ungherese († 2016)
- 11 gennaio - Juan José Rodríguez, calciatore argentino († 1993)
- 11 gennaio - Udo Schütz, pilota automobilistico e velista tedesco
- 11 gennaio - Felix Silla, attore, stuntman e circense italiano († 2021)
- 12 gennaio - Lilia Alberghina, biochimica italiana
- 12 gennaio - Marie Dubois, attrice francese († 2014)
- 12 gennaio - Shirley Eaton, attrice britannica
- 12 gennaio - Maurizio Gueli, attore italiano († 2006)
- 12 gennaio - Mikheil Meskhi, calciatore sovietico († 1991)
- 12 gennaio - Attilio Ortolani, fumettista italiano († 2019)
- 13 gennaio - Jorge Guillén Montenegro, cestista spagnolo († 2023)
- 13 gennaio - Léonid Kameneff, insegnante e psicologo francese († 2023)
- 13 gennaio - Archibald MacKinnon, ex canottiere canadese
- 13 gennaio - Emilio Muñoz Ruiz, biochimico spagnolo
- 13 gennaio - George Reisman, economista statunitense
- 14 gennaio - Sundiata Acoli, attivista e politico statunitense
- 14 gennaio - Sonja Deutsch, attrice e doppiatrice tedesca
- 14 gennaio - Leo Kadanoff, fisico statunitense († 2015)
- 14 gennaio - Giorgio Lotti, fotoreporter italiano
- 14 gennaio - Bent Mejding, attore e regista teatrale danese († 2024)
- 14 gennaio - Sonja Mrak, cestista jugoslava († 2017)
- 14 gennaio - Stefano Satta Flores, attore, doppiatore e drammaturgo italiano († 1985)
- 14 gennaio - Leoncarlo Settimelli, giornalista, cantautore e critico musicale italiano († 2011)
- 14 gennaio - Ada Zapperi Zucker, scrittrice italiana
- 15 gennaio - Ulderico Bernardi, sociologo italiano († 2021)
- 15 gennaio - Gianguido Guidotti, politico italiano († 2024)
- 15 gennaio - Yōhei Kōno, dirigente sportivo e politico giapponese
- 15 gennaio - Margaret O'Brien, attrice statunitense
- 15 gennaio - Giuseppe Pierino, politico e sindacalista italiano
- 15 gennaio - Guido Possa, ingegnere, dirigente d'azienda e politico italiano
- 15 gennaio - Raimo Vartia, cestista e allenatore di pallacanestro finlandese († 2018)
- 15 gennaio - Boris Vasil'ev, pistard russo († 2000)
- 16 gennaio - Luiz Bueno, pilota automobilistico brasiliano († 2011)
- 16 gennaio - Francis Eugene George, cardinale e arcivescovo cattolico statunitense († 2015)
- 16 gennaio - Marcello Norberth, fotografo italiano († 2024)
- 16 gennaio - Innocente Meroi, calciatore italiano († 2006)
- 16 gennaio - Conny Vandenbos, cantante olandese († 2002)
- 17 gennaio - Alain Badiou, filosofo, commediografo e scrittore francese
- 17 gennaio - Antonio Marcellini, calciatore italiano († 2010)
- 17 gennaio - Claude Mazeaud, ciclista su strada francese
- 18 gennaio - Yukio Endō, ginnasta giapponese († 2009)
- 18 gennaio - John Hume, politico britannico († 2020)
- 18 gennaio - Dieter Lindner, marciatore tedesco († 2021)
- 18 gennaio - Luzius Wildhaber, magistrato svizzero († 2020)
- 19 gennaio - Giovanna Marini, cantautrice italiana († 2024)
- 19 gennaio - Brian Miller, calciatore e allenatore di calcio inglese († 2007)
- 19 gennaio - Joseph Nye, politologo statunitense († 2025)
- 19 gennaio - Constancio Ortiz, ex cestista filippino
- 19 gennaio - Henning Wind, ex velista danese
- 19 gennaio - Brigitta di Svezia, principessa svedese († 2024)
- 20 gennaio - Haim Hazan, cestista e allenatore di pallacanestro israeliano († 1994)
- 20 gennaio - Bailey Howell, ex cestista statunitense
- 20 gennaio - Jarosława Jóźwiakowska, ex altista polacca
- 20 gennaio - Antonio Montanari, ex calciatore italiano
- 20 gennaio - Alexandru Szabo, ex pallanuotista rumeno
- 20 gennaio - Albert-Marie de Monléon, vescovo cattolico francese († 2019)
- 21 gennaio - Judit Ágoston-Mendelényi, schermitrice ungherese († 2013)
- 21 gennaio - Yvon Goujon, ex calciatore e allenatore di calcio francese
- 21 gennaio - Seppo Helle, allenatore di hockey su ghiaccio e dirigente sportivo finlandese († 2014)
- 21 gennaio - Ludwig Hoffmann-Rumerstein, nobile, religioso e avvocato austriaco († 2022)
- 21 gennaio - Ernest Lluch, economista e politico spagnolo († 2000)
- 21 gennaio - Madre Elvira, religiosa italiana († 2023)
- 21 gennaio - Christian de Chalonge, regista e sceneggiatore francese
- 22 gennaio - Hugo Blanco, attore argentino
- 22 gennaio - Al Kasha, cantautore e compositore statunitense († 2020)
- 22 gennaio - Sarolta Mogyorósi, cestista ungherese († 2021)
- 22 gennaio - Edén Pastora, politico e guerrigliero nicaraguense († 2020)
- 22 gennaio - Arie Ribbens, cantante olandese († 2021)
- 22 gennaio - Francesco Sacchi, compositore, arrangiatore e direttore di coro italiano († 2016)
- 22 gennaio - Joseph Wambaugh, scrittore, poliziotto e militare statunitense († 2025)
- 23 gennaio - Pier Luigi Celata, arcivescovo cattolico italiano
- 23 gennaio - Jean-Claude Dague, regista e sceneggiatore francese († 2017)
- 23 gennaio - José Ferdinando Puglia, calciatore brasiliano († 2015)
- 23 gennaio - Vladimir Glotov, calciatore sovietico († 1981)
- 23 gennaio - Giovanni Semeraro, imprenditore e dirigente sportivo italiano († 2019)
- 24 gennaio - Bobby Beathard, dirigente sportivo statunitense († 2023)
- 24 gennaio - Allan Brown, ex pallanuotista sudafricano
- 24 gennaio - John D'Amico, mafioso statunitense († 2023)
- 24 gennaio - Trevor Edwards, calciatore gallese († 2024)
- 24 gennaio - Antonio Girardo, calciatore italiano († 2023)
- 24 gennaio - Julie Gregg, attrice statunitense († 2016)
- 24 gennaio - Barton Heyman, attore statunitense († 1996)
- 24 gennaio - Ivan Jandl, attore ceco († 1987)
- 24 gennaio - Alfonso Martínez, cestista spagnolo († 2011)
- 24 gennaio - Hans Muller, pallanuotista olandese († 2015)
- 24 gennaio - Song Hye-rim, attrice nordcoreana († 2002)
- 25 gennaio - Sebastiano Montali, politico italiano
- 25 gennaio - Bill Pascrell, politico statunitense († 2024)
- 25 gennaio - Ange-Félix Patassé, politico centrafricano († 2011)
- 25 gennaio - Gregory Sierra, attore statunitense († 2021)
- 26 gennaio - Pablo Acosta Villarreal, criminale messicano († 1987)
- 26 gennaio - Fausto Colombo, architetto e urbanista italiano († 2010)
- 26 gennaio - Hubert Ferrer, ciclista su strada e pistard francese
- 26 gennaio - Álvaro Gaxiola, tuffatore messicano († 2003)
- 26 gennaio - Joseph Saidu Momoh, politico sierraleonese († 2003)
- 27 gennaio - Lidija Kalinina, ex ginnasta sovietica
- 27 gennaio - John Ogdon, pianista inglese († 1989)
- 27 gennaio - Georges Peyroche, allenatore di calcio e ex calciatore francese
- 27 gennaio - Bud Somerville, giocatore di curling statunitense († 2023)
- 27 gennaio - David Yallop, saggista britannico († 2018)
- 27 gennaio - Fred Åkerström, cantante svedese († 1985)
- 28 gennaio - Carolyn Hester, cantautrice statunitense
- 29 gennaio - Arnol'd Bel'gardt, pistard sovietico († 2015)
- 29 gennaio - Galina Dronova, cestista sovietica († 2008)
- 29 gennaio - Domenico Sesta, ingegnere italiano († 2002)
- 29 gennaio - Gianni Uccelli, calciatore italiano († 2009)
- 30 gennaio - Martín Almada, avvocato e attivista paraguaiano († 2024)
- 30 gennaio - Jeanne Pruett, cantautrice e scrittrice statunitense
- 30 gennaio - Bruno Fadini, informatico italiano († 2007)
- 30 gennaio - Constant Goossens, ex ciclista su strada belga
- 30 gennaio - Anđa Marković, cestista jugoslava († 2017)
- 30 gennaio - Vanessa Redgrave, attrice e attivista britannica
- 30 gennaio - Boris Spasskij, scacchista sovietico († 2025)
- 30 gennaio - Roger Taylor, cestista statunitense († 2021)
- 31 gennaio - Giacinto Bonacquisti, regista e sceneggiatore italiano († 2008)
- 31 gennaio - Philip Glass, compositore statunitense
- 31 gennaio - Anatolij Alekseevič Karacuba, matematico russo († 2008)
- 31 gennaio - Bruce Marks, ex ballerino, coreografo e direttore artistico statunitense
- 31 gennaio - Suzanne Pleshette, attrice statunitense († 2008)
- 31 gennaio - Regimantas Adomaitis, attore e politico lituano († 2022)
- 31 gennaio - Katalin Renn, ex cestista ungherese
- 31 gennaio - Luigi Tripisciano, giornalista italiano